# آل داعوق
عائلة آل داعوق مغربية الأصل، هي عائلة بيروتية بارزة نشأت في رأس بيروت، في لبنان خلال القرن الخامس عشر؛ بعد الفرار من مراكش، المغرب. كان هذا بسبب التدفق الكبير للاجئين العرب القادمين من شبه الجزيرة الأيبيرية إلى المغرب العربي والشام بعد سقوط الأندلس إلى الملوك الكاثوليك.

## المقدمة
تُعرف عائلة الداعوق بأنها واحدة من «عائلات بيروت السبع» إلى جانب العائلات الست الأخرى؛ عائلة منيمنة، عائلة سنو، عائلة كريدية، عائلة عيتاني، عائلة دوغان وعائلة حوري. يقيم معظم أفراد عائلة الداعوق في رأس بيروت ومناطق أخرى داخل العاصمة اللبنانية. قد تُقيم مجتمعات أُخرى أصغر من العائلة في كاليفورنيا وأونتاريو وكيبيك ومراكش ومدن سورية مثل دمشق وحماة. غالبية الأسرة تعتنق إما المذهب السني بالإسلام أو تعتنق بالمسيحية.
تعتبر اليوم الأسرة معروفة في معظمها بامتياز عزت الداعوق ومحمد أمين الداعوق، رئيس نادي النجمة، أحد أقدم وأنجح أندية كرة القدم اللبنانية. من الأعضاء المؤثرين الآخرين وليد الداعوق الذي كان وزيراً للإعلام في لبنان في عام 2011 وأمين محمد الداعوق، رئيس منظمة المقاصد.
كان الوضع الاجتماعي للعائلة بارزًا على مدار القرنين الماضيين خاصة في الحكم والسياسة في لبنان. العضوان البارزان هما عمر بك الداعوق وأحمد الداعوق. شغل عمر أول رئيس لدولة بيروت في العهد العثماني. أحمد الداعوق كان رئيس وزراء لبنان في عامي 1941 و 1960. وكان أيضًا وزير الدفاع الوطني في حكومته. خلال فترة رئاسته للوزراء تمتع لبنان بعلاقات وتحالفات وثيقة مع الولايات المتحدة وفرنسا.
كان لدى عمر الداعوق ولدان، محمد وحسن. كانت زوجة حسن عمر الداعوق، حسناء فتح الله الداعوق، عضوة محببة بارزة في العديد من المنظمات الثقافية، مثل الصليب الأحمر اللبناني. كانت أيضًا رئيسة لجمعية رعاية الطفل والأم، التي تدير مستشفى ومسكنًا كبيرًا ومركزًا للتدريب والتطوير الوظيفي يعمل على تعزيز النجاح الاجتماعي للأسر ذات الدخل المتواضع في بيروت. لديها شارع يحمل اسمها بالقرب من مقر تلك المنظمة. حصلت حسناء على وسام الإنجاز الذهبي اللبناني، وهو أعلى وسام مدني منحته جمهورية لبنان.
يدير أفراد الأسرة حاليًا حدثًا سنويًا حيث يلتقي جميع أفراد الأسرة الواسعة مع بعضهم البعض ويتعرفوا على بعضهم البعض. يتم استضافة مثل هذه الأحداث بانتظام في فندق موفنبيك في بيروت. سميت الحلوة اللبنانية «الدوقية» على اسم العائلة بسبب خالقها الذي كان داعوق.
تمتلك مي داعوق حاليًا واحدة من أجمل فيلات بيروت وأندرها. يأتي تفردها من حقيقة أن الفيلا عبارة عن مزيج من الهندسة المعمارية البيروتية اللبنانية التقليدية مع لمسة عصرية من اختيار مي. تم عرض الفيلا على العديد من المواقع وشبكات التواصل الاجتماعي مثل Pinterest و Architectural Digest.

## الإرث
إن إرث عائلة الداعوق جدير بالملاحظة، لدرجة أنه سُمِّي شارعين في وسط بيروت باسمهم. يقع شارع عمر الداعوق في قلب العاصمة اللبنانية على بعد دقائق من وسط مدينة بيروت (الإحداثيات:  33°53'55"N 35°29'53"E.) يتكون الشارع من طريقين متوازيين، تتوسطهما مباني سكنية وتجارية يندمجان عند ساحة عمر الداعوق.

## أعضاء بارزون في عائلة آل داعوق
#عدنان_الداعوق

## معرض الصور

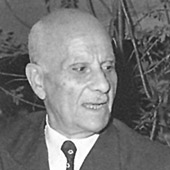
رئيس الوزراء أحمد الداعوق
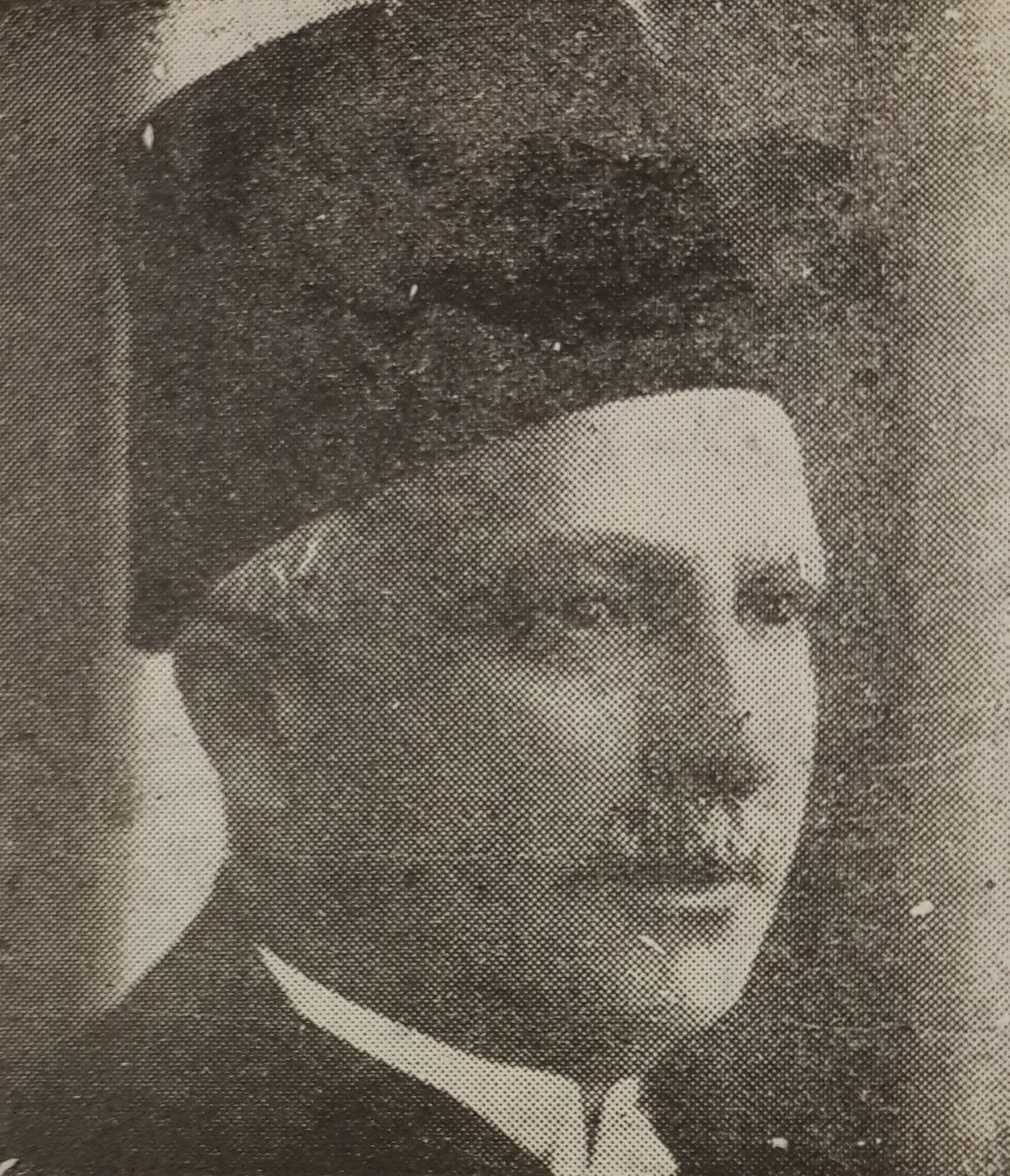
عمر بك الداعوق
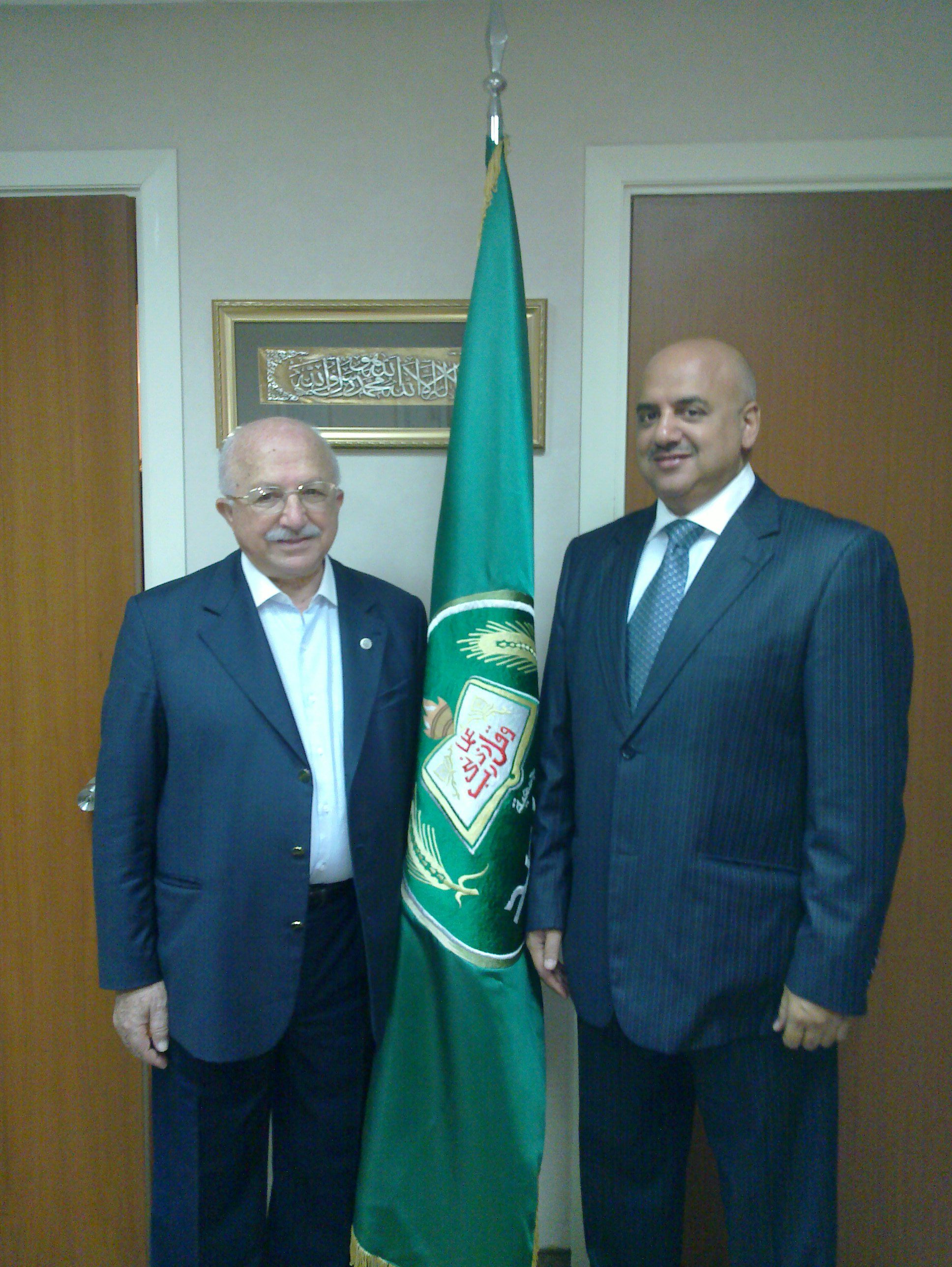
أمين محمد داعوق
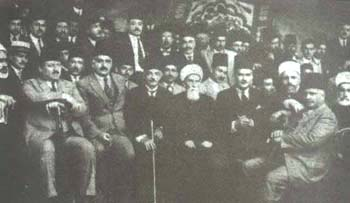
عمر بك الداعوق وغيره من المحافظين العثمانيين في بيروت في وقت ما حوالي عام 1915.